# Premio Gruber de Cosmología
El Premio Gruber de Cosmología, establecido en 2000, es uno de tres premios internacionales EE. UU. de 500,000 dólares entregados por la Fundación Gruber, una organización sin ánimo de lucro basada en la Universidad de Yale en New Haven, Connecticut.
Desde el 2001, el Premio Gruber de Cosmología ha sido co-patrocinado por la Unión Astronómica Internacional.
Los premiados son seleccionados por un jurado a partir de nominaciones recibidas de todo el mundo. 
El Premio Gruber honores de Cosmología busca honrar a un importante cosmólogo, astrónomo, astrofísico o filósofo científico por descubrimientos teóricos, analíticos o conceptuales que lleven a avances fundamentales en el campo.

## Galardonados
- 2024 Marcia Rieke.[1]
- 2023 Richard Ellis.[2]
- 2022 Frank Eisenhauer por su innovador diseño y construcción del instrumento GRAVITY [3]
- 2021  Marc Kamionkowski, Uroš Seljak y Matías Zaldarriaga
- 2020 Lars Hernquist y Volker Springel
- 2019 Nicholas Kaiser y Joseph Silk , "por sus contribuciones fundamentales a la teoría de la formación de la estructura cosmológica y las investigaciones sobre la materia oscura".
- 2018 Nazzareno Mandolesi , Jean-Loup Puget y el equipo Planck de la ESA .
- 2017 Sandra Faber[4]
- 2016 Ronald Drever, Kip Thorne, Rainer Weiss, y todo el equipo del Observatorio del Interferómetro Láser de Ondas Gravitacionales (LIGO).[5]
- 2015 John E. Carlstrom, Jeremiah P. Ostriker y Lyman A. Page, Jr[6]
- 2014 Sidney van den Bergh, Jaan Einasto, Kenneth Freeman y R. Brent Tully[7]
- 2013 Viatcheslav Mukhanov y Alexei Starobinsky
- 2012 Charles L. Bennett (Profesor de Físicas y Astronomía en Johns Hopkins University) y el Equipo de la Sonda Wilkinson de Anisotropía de Microondas (WMAP)
- 2011 Simon White, Carlos Frenk, Marc Davis y George Efstathiou
- 2010 Charles Steidel, el Profesor de Astronomía de la cátedra Lee A. DuBridge en el Instituto de Tecnología de California, en reconocimiento de sus estudios revolucionarios de las galaxias más distantes en el universo.
- 2009  Wendy Freedman, directora de los Observatorios del Carnegie Institution de Washington en Pasadena, California; Robert Kennicutt, director del Instituto de Astronomía en la  Universidad de Cambridge en Inglaterra; y Jeremy Molde, profesor asociado en la Escuela de Física de la Universidad de melbourne
- 2008 J. Richard Bond, director del Instituto canadiense para Investigación Avanzada en Cosmología y Programa de Gravedad; Instituto canadiense para Astrofísica Teórica
- 2007 Equipo de Búsqueda de la Supernova High-Z, Proyecto de Cosmología de la Supernova, Brian P. Schmidt y Saul Perlmutter
- 2006 John Mather (correceptor del Premio Nobel 2006 en Física) y el equipo Cosmic Background Explorer (COBE)
- 2005 James E. Gunn diseñador principal del Telescopio espacial Hubble
- 2004 Alan Guth y Andréi Linde
- 2003 Rashid Sunyaev director del   Max-Planck-Institut für Astrophysik
- 2002 Vera Rubin
- 2001 Lord Martin Rees, OM
- 2000 Allan Sandage y Philip James E. Peebles